# رون ويلي
رون ويلي (بالإنجليزية: Ron Willey)‏ هو لاعب دوري الرغبي أسترالي، ولد في 1929، وتوفي في 24 سبتمبر 2004.